# Филиппинский цветоед
Филиппинский цветоед (лат. Dicaeum australe) — вид певчих птиц семейства цветоедовых.

## Таксономия
Латинское название вида происходит от слова лат. australis — южный.
Раньше висаянский цветоед считался подвидом филиппинского, сейчас оба признаны отдельными монотипическими видами.

## Описание

### Внешний вид
Размеры тела составляют около 10 см, вес колеблется от 8 до 10,5 г.
Вся верхняя часть тела — голова, спина, крылья и хвост — чёрные с синеватым отливом. Подбородок, горло, подкрылье и подхвостье белые, грудка и брюшко — светло-серые. По середине груди и живота проходит ярко-красная полоса.
Радужка глаз тёмно-коричневая. Ноги и клюв тёмно-серые, почти чёрные. Клюв нетипично для цветоедов длинный, слегка изогнутый.
Полового диморфизма нет.
У молодых особей верх тела тёмно-серый. Низ также серый, но значительно более светлый. Красного пятна нет. Клюв (за исключением кончика) оранжево-жёлтый. Ноги розовато-серые.

### Голос
Трель состоит из пронзительного «сьюю-сьюю» или щебечущего «тук-тук-тук-тук», то поднимающегося, то опускающегося.

## Распространение
Встречается на большинстве островов, входящих в состав Филиппин, является эндемиком. В своём ареале вид обычен.
Обитает в лесах, в том числе вторичных, и их опушках, на кокосовых плантациях и на открытых территориях, на которых имеются цветущие или плодоносящие деревья. Держится на высоте до 1000 м над уровнем моря.

## Биология
О питании практически ничего не известно, вероятно рацион схож с таковым у других цветоедов и состоит из плодов, пыльцы и нектара лорантовых растений.
Держатся поодиночке или парами; иногда собираются в стайки, состоящие из разных видов.
Кладки яиц были зафиксированы в июне и в августе, молодые особи были замечены в августе, оперённые птенцы — в апреле на Минданао и в мае на Лусоне.